# Lorine Schild
Pour les articles homonymes, voir Schild.
Lorine Schild, née le 6 janvier 2005 à Reims en Champagne-Ardenne, est une patineuse artistique française, championne de France 2024, elle évolue depuis son enfance dans le Club de Patinage Artistique de Reims au sein de l'équipe d’entraînement de Malika Tahir

## Biographie

### Début de carrière
Lorine Schild commence le patinage artistique à l’âge de 4 ans en janvier 2009 afin de suivre les traces de sa soeur

### Saison 2021-2022
Surclassée en senior malgré ses 16 ans, Lorine Schild devient vice-championne de France les 16 et 17 décembre 2021 à Cergy Pontoise. Sélectionnée en équipe de France pour participer à la 15ème édition du Festival Olympique de la jeunesse Européenne d’hiver qui a eu lieu à Vookatti du 20 au 25 mars, elle décroche la médaille d’or. Elle enchaîne les compétitions en participant à ses premiers championnats du Monde junior à Tallinn les 16 et 17 avril 2022, elle termine à la 16ème place.

### Saison 2023-2024
Toujours junior, Lorine conquiert son premier titre de championne de France senior à Vaujany les 12 et 13 décembre 2023 en présentant un tout nouveau programme chorégraphié pour elle par la championne Olympique de danse sur glace, Gabriella Papadakis. Un programme qui livre une prestation toute en douceur sur la musique de London Grammar qui lui permet également de terminer à la 5ème place à Kaunas aux championnats d'Europe séniors les 11 et 13 janvier 2024 et 17ème aux mondiaux de Montréal où elle représente la France. C’est également cette année que Lorine participe à ses premiers grands Prix ISU seniors 

### Saison 2024-2025
A partir de cette saison, La championne Rémoise s’associe à Benoit Richaud tout en poursuivant sa collaboration avec Gabriella Papadakis.Blessée en début de saison, Lorine Schild est forfait pour les championnats de France Élite de patinage artistique et ne peut défendre son titre à Annecy les 20 et 21 décembre 2024. Mais se rétablissant partiellement,  elle parvient à se qualifier aux championnats d’Europe où malgré la blessure du début de saison et une contusion au pied droit, elle parvient à terminer à la 10ème, sa compatriote française Léa Serna terminant à la 11ème place

## Vie privée et engagements personnels
Lorine Schild est étudiante en 2ème année à l'EDHEC où elle poursuit un cursus complet et en distanciel. Elle est également ambassadrice de sa région grand Est, de la ville de Reims où elle s'entraîne et fait partie de Team Elite Marne

## Palmarès
| Compétition                                                                           | 2020    | 2021    | 2022    | 2023    | 2024    | 2025    |  |  |  |  |  |  |  |  |
| Jeux olympiques d'hiver                                                               |         |         |         |         |         |         |  |  |  |  |  |  |  |  |
| Championnats du monde                                                                 | CA      |         |         | 25e     | 17e     | 15e     |  |  |  |  |  |  |  |  |
| Championnats d’Europe                                                                 |         | CA      |         |         | 5e      | 10e     |  |  |  |  |  |  |  |  |
| Championnats de France                                                                | 4e      | 4e      | 2e      | 2e      | 1re     | F       |  |  |  |  |  |  |  |  |
| Championnats du monde juniors                                                         |         | CA      | 16e     | 11e     |         |         |  |  |  |  |  |  |  |  |
|                                                                                       |         |         |         |         |         |         |  |  |  |  |  |  |  |  |
| Grand Prix ISU                                                                        | 2019/20 | 2020/21 | 2021/22 | 2022/23 | 2023/24 | 2024/25 |  |  |  |  |  |  |  |  |
| Trophée de France                                                                     |         | CA      |         |         | 8e      | 10e     |  |  |  |  |  |  |  |  |
| Coupe de Russie                                                                       |         |         |         |         | 5e      | 6e      |  |  |  |  |  |  |  |  |
| Légende : F = Forfait ; CA = Compétitions annulées à cause de la pandémie de Covid-19 |         |         |         |         |         |         |  |  |  |  |  |  |  |  |